# Mike Lowry

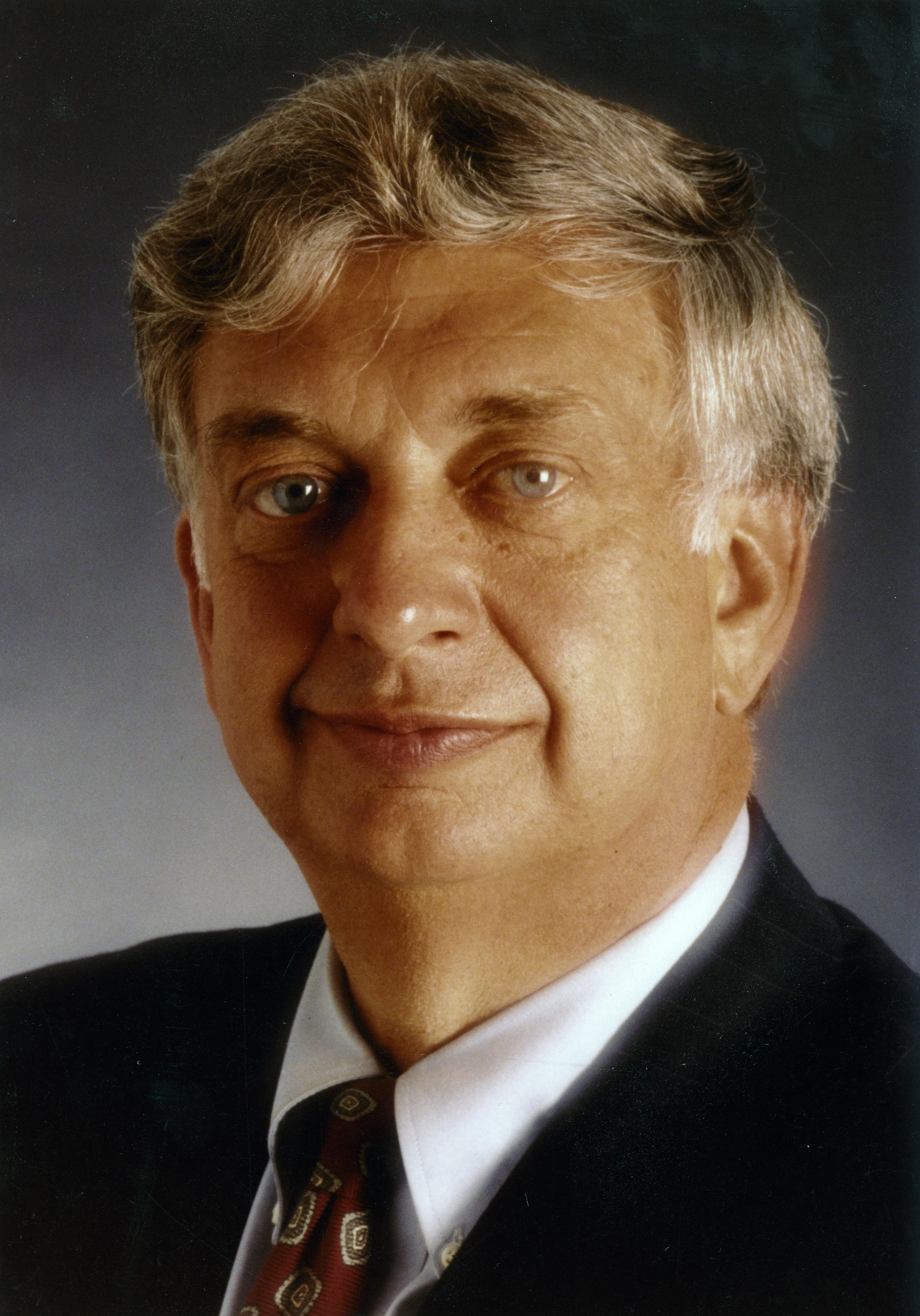
Mike Lowry

Michael Edward „Mike“ Lowry (* 8. März 1939 in St. John, Whitman County, Washington; † 1. Mai 2017 in Olympia, Washington) war ein US-amerikanischer Politiker. Er war von 1993 bis 1997 der 20. Gouverneur des Bundesstaates Washington.

## Frühe Jahre und politischer Aufstieg
Mike Lowry besuchte nach der Grundschule bis 1962 die Washington State University. Zwischen 1969 und 1973 arbeitete er für einen Ausschuss des Senats von Washington. Von 1975 bis 1978 war er Mitglied des Kreisrats im King County. Im Jahr 1978 wurde Lowry in das Repräsentantenhaus der Vereinigten Staaten gewählt. Dieses Mandat übte er von 1979 bis 1989 aus. Anschließend bewarb er sich erfolglos um einen Sitz im US-Senat. Danach hielt er bis 1992 Vorträge an der Seattle University. Im November 1992 wurde Lowry als Kandidat der Demokratischen Partei zum neuen Gouverneur von Washington gewählt.

## Gouverneur von Washington
Lowry trat seine vierjährige Amtszeit am 13. Januar 1993 als Nachfolger von Booth Gardner an. Als Gouverneur setzte er sich für eine staatsweite Krankenversicherung ein, deren Prämien sich nach der individuellen Zahlungsfähigkeit der Bevölkerung richten sollten. Im Jahr 1996 wurde im Staat Washington das „State History Museum“ eröffnet. Nachdem er von einer Angestellten der sexuellen Belästigung beschuldigt wurde, verzichtete Lowry 1996 auf eine erneute Kandidatur.
Nach dem Ende seiner Amtszeit bewarb sich Lowry im Jahr 2000 erfolglos um die Stelle des Leiters des Liegenschaftsamtes (Commissioner of Public Lands) des Staates Washington. Später erbaute er preisgünstige Unterkünfte für die umherziehenden Farmarbeiter. Mike Lowry war mit Mary Carlson verheiratet, mit der er ein Kind hatte. Er lebte in Seattle.